# SUNSAT
SUNSAT (Stellenbosch University Satellite, auch OSCAR 35) ist der erste südafrikanische Satellit. Es handelt sich um einen Technologieerprobungs- und Amateurfunksatelliten, der von der Universität Stellenbosch gebaut und betrieben wurde.
SUNSAT diente zur Demonstration neuer und erprobter Technologien in den Bereichen Erdbeobachtung, Satellitensteuerung und Geowissenschaften. Zusätzlich diente er als Amateurfunk-Repeater.
SUNSAT wurde am 23. Februar 1999 mit einer Delta II vom SLC-2W der Vandenberg AFB zusammen mit den Satelliten ARGOS der US Air Force und Ørsted gestartet. Er war bis Januar 2001 in Betrieb.